# Кромби, Бонни
Бонни-Мишель Тереза Бернадетт Стак Саварна (англ. Bonnie-Michelle Teresa Bernadette Stack Sawarna, в замужестве Кромби, англ. Crombie; род. 5 февраля 1960, Торонто, Онтарио) — канадский менеджер и политик. Депутат Палаты общин Канады от округа Миссиссога-Стритсвилл в 2008—2011 годах, депутат городского совета Миссиссоги с 2011 года, мэр с 2014 по 2024 год. В декабре 2023 года избрана лидером Либеральной партии Онтарио.

## Биография
Родилась в 1960 году в Торонто в семье выходцев из Польши Эда Стака и Вероники Стак (в девичестве Сеги). Кроме Бонни, детей в семье не было. Когда девочке было три года, её родители разошлись, и с этого момента она росла в доме родителей матери в торонтском районе Хай-Парк. В 9-летнем возрасте взяла фамилию нового мужа матери, биржевого брокера Майкла Саварны. После переезда в Этобико Вероника оставила работу и сосредоточилась на ведении домашнего хозяйства. Бонни получила образование в католических школах, совмещая учёбу с подработками кассиршей и продавщицей. После школы поступила в Колледж Святого Михаила (Торонтский университет).
К 17 годам заинтересовалась политикой, став поклонницей Пьера Трюдо, занималась партийной агитацией перед выборами. На 4-м курсе университета на съезде либеральной молодёжи познакомилась с Брайаном Кромби, руководителем кампании Дэвида Питерсона на выборах на пост лидера Либеральной партии Онтарио. Окончив университет в 1982 году со степенью бакалавра искусств со специализацией в политологии и международных отношениях, уехала на год в Париж изучать французский язык, а по возвращении в Канаду вышла в 1984 году замуж за Кромби, в это время жившего в Ванкувере. Работа Брайана в крупных корпорациях заставляла его часто переезжать с места на место, и Бонни ездила вместе с ним, меняя работы. Она в частности работала в отделе корпоративных продаж компании McDonald’s в Бостоне и занимала должность менеджера по связям с общественностью корпорации Disney в Лос-Анджелесе.
В конце 1980-х годов семья Кромби надолго осела в Миссиссоге, близ Торонто. Там Бонни с 1989 по 1996 год родила троих детей — сыновей Александра и Джонатана и дочь Наташу. Она также получила степень MBA в школе бизнеса Йоркского университета в 1992 году. В начале 2000-х годов вернулась к политической деятельности: в 2003 году возглавляла кампанию кандидата в мэры Торонто Джона Нунциаты, а в 2006 году была сопредседателем кампании Майкла Игнатьева в Торонто, когда тот боролся за лидерство в федеральной Либеральной партии.
После того как в 2007 году представлявший федеральный округ в Миссиссога-Стритсвилл в Палате общин Канады Ваджид Хан перешёл из Либеральной партии в Консервативную, Кромби выдвинула свою кандидатуру на его место в парламенте от либералов. На выборах 2008 года Хан, до этого дважды уверенно побеждавший в округе как кандидат от Либеральной партии, проиграл Кромби больше 4,5 тысячи голосов. Однако правительство Канады сформировали консерваторы Стивена Харпера, и партия Кромби осталась в оппозиции. Как член Канадской парламентской ассоциации НАТО, она в годы работы в парламенте часто посещала Европу, а остальное время делила между Оттавой и своим округом. В парламенте входила в комиссии по контролю за исполнением бюджета, по делам ветеранов, по транспорту и инфраструктуре и по канадскому наследию.
На парламентских выборах 2011 года консерваторы добились больших успехов в Торонто и окрестностях, и Кромби оказалась среди либеральных депутатов, потерявших место в парламенте. Она проиграла сопернику из Консервативной партии около 3,5 тысячи голосов. Однако мэр Миссиссоги Хейзел Маккаллион сразу же предложила ей баллотироваться на свободное место в городском совете. На довыборах в мэрию Кромби в равной борьбе победила обладательницу богатого муниципального политического опыта Кэролин Пэрриш. Она проявила себя лояльной союзницей мэра, и через два года спустя Маккаллион, в 91 год решившая завершить политическую карьеру, предложила ей выдвинуть собственную кандидатуру на этот пост на следующих выборах. Перед городскими выборами 2014 года Маккаллион официально поддержала кандидатуру Кромби против другого бывшего члена парламента от либералов Стива Махони. Это выступление изменило динамику гонки, до него проходившей на равных, и Кромби в итоге победила с более чем двукратным перевесом — 63,5 % поддержки против 28,7 % у Махони.
После первой победы переизбиралась на пост мэра Миссиссоги ещё дважды (в 2018 и 2022 годах) с большим отрывом от соперников, получив соответственно 77 и 78 процентов голосов. В промежутке, в 2019 году, Кромби взвешивала возможность принять участие в борьбе за место лидера Либеральной партии Онтарио, но решила, что время для этого шага ещё не пришло. В качестве мэра она успешно сработалась с консервативным премьер-министром Онтарио Дагом Фордом, хотя и расходилась с ним по некоторым вопросам (в частности, о строительстве жилья). Среди прочего, кабинет Форда в мае 2023 года согласился расформировать региональную структуру Пила, в которую входила Миссиссога, и предоставить городу полную муниципальную независимость — шаг, за который выступала Кромби. В ходе второго срока на посту мэра, в 2020 году, развелась с Брайаном Кромби.
В 2023 году, через год после второго переизбрания на пост мэра, коллеги по Либеральной партии начали всё чаще призывать Кромби принять участие в борьбе за лидерство на провинциальном уровне. После вступления мэра Миссиссоги в предвыборную гонку соперники критиковали некоторые из её ранних заявлений, сделанных с относительно правых позиций, а также финансирование её кампании, значительную часть которого составляли пожертвования строительных подрядчиков — это позволило оппонентам сравнивать Кромби с премьер-министром Фордом. Однако сама она в основном избегала нападок на соперников. К моменту выборов она рассматривалась как фаворит гонки, в которой участвовали ещё три кандидата, и предполагалось, что она преодолеет планку в 50 % голосов уже в первом раунде подсчёта. Однако в итоге потребовалось три раунда подсчёта, и лишь по результатам последнего Кромби победила последнего оставшегося конкурента с разницей в 6 %.
В январе 2024 года подала в отставку с поста мэра Миссиссоги.